# Giorgio Cantarini
Pour les articles homonymes, voir Cantarini.
Giorgio Cantarini, né le 12 avril 1992 à Orvieto, dans la province de Terni, en Ombrie, est un acteur italien.

## Biographie
Giorgio Cantarini  fait ses débuts à l'âge de 5 ans dans le film La vie est belle, dans lequel il joue le rôle de Giosuè Orefice, le fils du personnage principal, interprété par Roberto Benigni et de sa femme, Dora, jouée par Nicoletta Braschi.
Dans le film Gladiator il incarne le rôle du fils de Maximus, lui-même interprété par Russell Crowe.
En 2005, il participe à l’émission de la Rai Uno Ballando con le stelline, version enfant de Ballando con le stelle (le Dancing with the Stars italien) animée par Milly Carlucci.

## Filmographie
- 1997 : La vie est belle (La vita è bella) de Roberto Benigni : Giosuè Orefice
- 2000 : Gladiator de Ridley Scott : Le fils de Maximus
- 2007 : Il giorno, la notte. Poi l'alba de Paolo Bianchini
- 2007 : Il mattino ha l'oro in bocca de Francesco Patierno
- 2015 :Protagonisti per sempre de Mimmo Verdesca (it)
- 2022 : Lamborghini (Lamborghini: The Man Behind the Legend) de Robert Moresco
- 2022 : Comandante de Edoardo De Angelis

## Sources
- (it) Cet article est partiellement ou en totalité issu de l’article de Wikipédia en italien intitulé « Giorgio Cantarini » (voir la liste des auteurs).